# Damernas parhoppning i höga hopp i simhopp vid olympiska sommarspelen 2000
Damernas parhoppning i höga hopp i de olympiska simhoppstävlingarna vid de olympiska sommarspelen 2000 hölls den 22-24 september i Sydney International Aquatic Centre. 

## Medaljörer
| Event                          | Guld                    | Silver                                  | Brons                                       |
| Parhoppning 10 meter höga hopp | Li Na och Sang Xue Kina | Émilie Heymans och Anne Montminy Kanada | Rebecca Gilmore och Loudy Tourky Australien |

## Resultat
| Placering | Simhoppare                                    | Land       | Hopp 1 | Hopp 1    | Hopp 2         | Hopp 2    | Hopp 3         | Hopp 3    | Hopp 4         | Hopp 4    | Hopp 5 | Hopp 5    | Hopp 5 |
| Placering | Simhoppare                                    | Land       | Poäng  | Placering | Poäng          | Placering | Poäng          | Placering | Poäng          | Placering | Poäng  | Placering | Totalt |
| --------- | --------------------------------------------- | ---------- | ------ | --------- | -------------- | --------- | -------------- | --------- | -------------- | --------- | ------ | --------- | ------ |
| 1         | Na Li och Sang Xue                            | Kina       | 55,80  | 1         | 58,20 (114,00) | 1 (1)     | 78,12 (192,12) | 1 (1)     | 81,00 (273,12) | 1 (1)     | 72,00  | 3         | 345,12 |
| 2         | Émilie Heymans och Anne Montminy              | Kanada     | 53,40  | 2         | 47,40 (100,80) | 6 (6)     | 65,25 (166,05) | 3 (3)     | 71,28 (237,33) | 2 (2)     | 74,70  | 1         | 312,03 |
| 3         | Rebecca Gilmore och Loudy Tourky              | Australien | 49,20  | 6         | 47,40 (96,60)  | 6 (7)     | 63,84 (160,44) | 4 (6)     | 66,36 (226,80) | 3 (4)     | 74,70  | 1         | 301,50 |
| 4         | Marion Reiff och Anja Richter-Libiseller      | Österrike  | 51,00  | 3         | 50,40 (101,40) | 5 (5)     | 61,32 (162,72) | 6 (5)     | 64,68 (227,40) | 4 (3)     | 66,60  | 5         | 294,00 |
| 5         | Jenny Keim och Laura Wilkinson                | USA        | 49,20  | 6         | 52,80 (102,00) | 2 (3)     | 69,30 (171,30) | 2 (2)     | 55,44 (226,74) | 7 (5)     | 64,68  | 7         | 291,42 |
| 6         | Evgenija Olsjevskaja och Svetlana Timosjinina | Ryssland   | 50,40  | 4         | 51,60 (102,00) | 4 (3)     | 61,32 (163,32) | 6 (4)     | 55,68 (219,00) | 5 (6)     | 69,30  | 4         | 288,30 |
| 7         | Odile Arboles-Souchon och Julie Danaux        | Frankrike  | 50,40  | 4         | 52,20 (102,60) | 3 (2)     | 56,70 (159,30) | 8 (7)     | 55,68 (214,98) | 5 (7)     | 62,16  | 8         | 277,14 |
| 8         | María Alcalá och Azul Almazán                 | Mexiko     | 42,60  | 8         | 46,80 (89,40)  | 8 (8)     | 63,84 (153,24) | 4 (8)     | 45,36 (198,60) | 8 (8)     | 65,70  | 6         | 264,30 |